# Pierre Thuillier (peintre)
Pour les articles homonymes, voir Pierre Thuillier.
Pierre Thuillier, né le 17 juin 1799 à Amiens et mort le 19 novembre 1858 à Paris, est un peintre paysagiste français. Il est associé à l'École de Barbizon.

## Biographie
Pierre Thuillier est un élève de Louis Étienne Watelet. Il peint dans sa région natale et dans les alentours de la forêt de Fontainebleau en 1831-1832. Il participe au Salon de Paris de 1831 à 1857 et y est récompensé à quatre reprises. Il obtient notamment une médaille de 1re classe en 1839 et en 1848. Durant son apprentissage, il fait la connaissance de Théodore Caruelle d'Aligny avec qui il partit travailler en Italie. Il effectue de nombreux séjours en Europe (Allemagne, Italie, Suisse) et en Afrique du Nord (Alger) avant de revenir peindre des paysages en France (principalement en Auvergne). Lors de l'exposition de Genève en 1854, il reçoit le premier prix.
En 1843, il reçoit les insignes de chevalier de la Légion d'honneur.

## Distinctions
- Chevalier de la Légion d'honneur

## Œuvres dans les collections publiques
- Amiens, musée de Picardie : Ancienne voie Tiburtine, près Tivoli, 1843[2] ; Restes de l'ancien théâtre de Taormine, 1841
- Bagnères-de-Bigorre, Musée Salies : Étude de paysage
- New York, Brooklyn Museum : Vue de Tivoli, vers 1840
- Orléans, musée des Beaux-Arts : Côtes de Provence, Salon de 1847, huile sur toile, 65 x 100 cm[3]

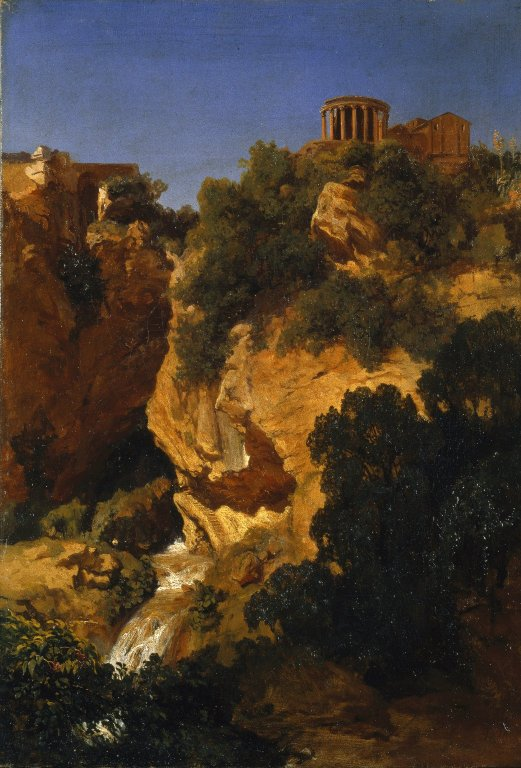
Vue de Tivoli (vers 1840), New York, Brooklyn Museum.
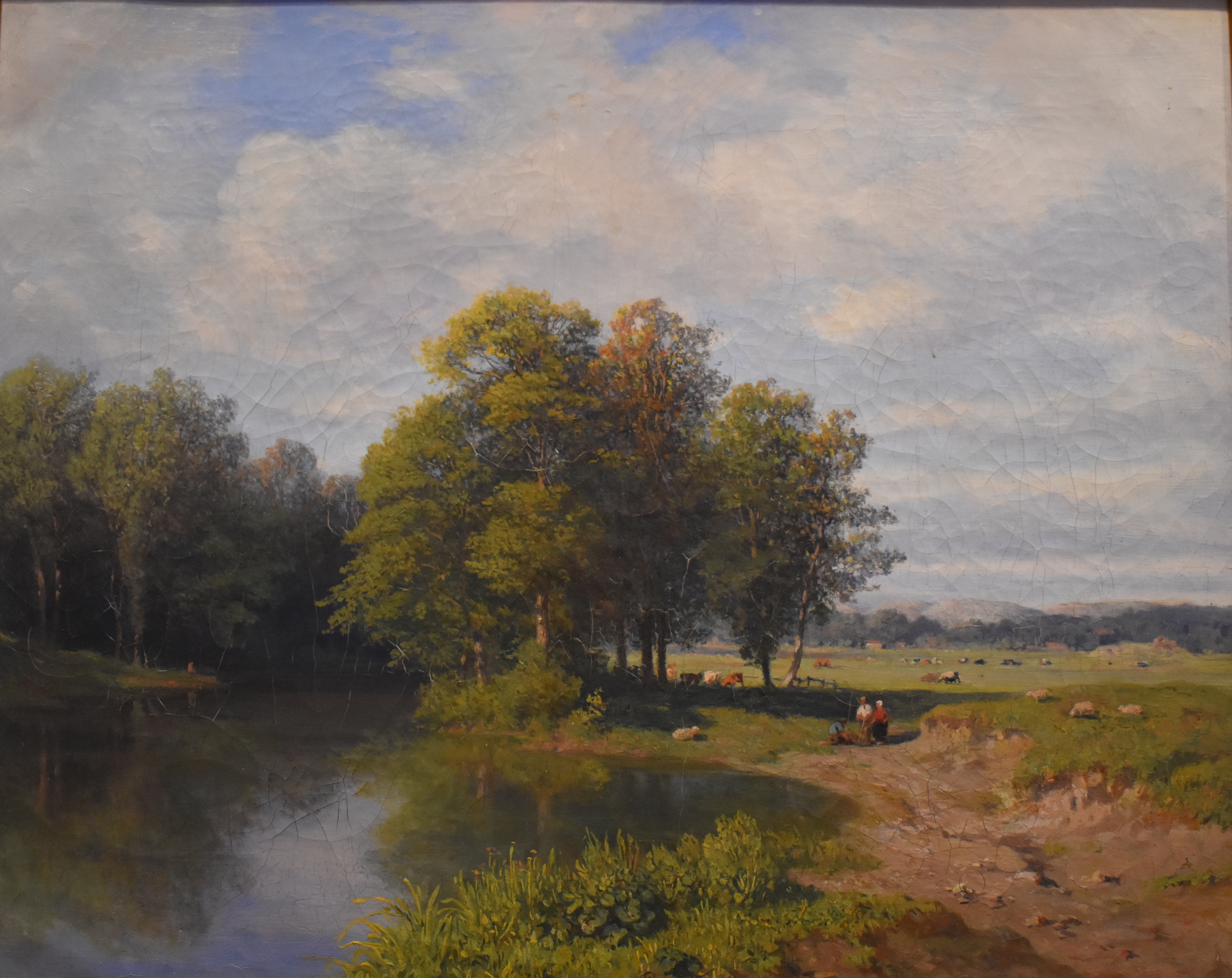
Étude de paysage, Musée Salies.

## Iconographie
- Hélène Bertaux (1825-1909), Buste de Pierre Thuillier, 1865, plâtre, Amiens, musée de Picardie